# Ecuadorianische Davis-Cup-Mannschaft
Die ecuadorianische Davis-Cup-Mannschaft ist die Tennisnationalmannschaft Ecuadors. Der Davis Cup ist der wichtigste Wettbewerb für Nationalmannschaften im Herren-Tennis, analog zum Fed Cup bei den Damen.

## Geschichte
Seit 1961 nimmt Ecuador am Davis Cup teil. Das beste Ergebnis erzielte die Mannschaft mit dem Einzug ins Viertelfinale 1985. Dort unterlag man jedoch der Tschechoslowakei mit 0:5. Erfolgreichster Spieler und gleichzeitig Rekordspieler ist Nicolás Lapentti mit 61 Siegen bei 38 Teilnahmen innerhalb von 17 Jahren.